# 趙睦煕
趙 睦熙（チョウ モッキ、1993年11月5日 - ）は、韓国の柔道選手。佐賀県出身の在日韓国人。階級は57kg級と63㎏級。

## 経歴
基山中学3年の時に全国中学校柔道大会52㎏級決勝で北辰中学3年の宮川拓美に背負投の技ありで敗れるも2位になった。宮崎日大高校に進むと、後に52㎏級の世界チャンピオンとなる志々目愛と同期になった。1年の時にはインターハイ57㎏級に準々決勝で埼玉栄高校2年の武村綾華に敗れて5位だった。全国高校選手権では3回戦で敗れた。2年の時にはインターハイの準々決勝で東大阪大敬愛高校2年の片岡志乃に有効で敗れて5位だった。3年の時にはインターハイの県予選に70㎏級で出場するも決勝で敗れて本戦には進めなかった。2012年に埼玉大学へ進学すると、3年の時に学生体重別の57㎏級決勝で龍谷大学4年の小野彰子を指導2で破って優勝した。4年の時には学生体重別で5位だった。2016年には韓国代表としてグランプリ・青島に出場するも初戦で敗れた。2019年のグランプリ・モントリオールでは世界ランキング外ながら決勝まで進むと、イギリスのエイミー・リブゼイに逆転勝ちしてIJFワールド柔道ツアー初優勝を飾った。グランプリ・ザグレブでは3位になった。
IJF世界ランキングは700ポイント獲得で36位(19/7/8現在)。

## 戦績
- 2008年 - 全国中学校柔道大会 2位(52㎏級)

57㎏級での戦績
- 2009年 - インターハイ 5位
- 2010年 - インターハイ 5位
- 2014年 - 学生体重別 優勝
- 2015年 - 学生体重別 5位

63㎏級での戦績
- 2019年 - グランプリ・モントリオール 優勝
- 2019年 - グランプリ・ザグレブ 3位
- 2021年 -　アジア・オセアニア選手権　3位

(出典、)。